# Cosme José Damián de Benito Barbero
Cosme José Damián de Benito Barbero (1829 - 1888) va ser músic, compositor i, a més, mestre de la Real Capella de l'Escorial durant un període de 26 anys (1859 - 1885), on es dedicà a catalogar manuscrits a la biblioteca. Va començar els seus estudis d'harmonia i òrgan al convent de San Francisco de Madrid amb Francisco d'Assís Martinez i els seus estudis de solfeig gràcies a un tiet seu, continuant posteriorment la seva formació amb Román Jimeno, aprenent també a tocar el violoncel i el violí al conservatori de música de Madrid.
Mentre impartí classes particulars, realitzà estudis de notari que finalitzaria l'any 1857, tot i així eventualment va decidir dedicar-se plenament a dirigir i a la composició de música religiosa per a les esglèsies de Madrid, obtenint així reconeixement per la seva obra. Així doncs, l'1 de setembre del 1859 fou nomenat mestre de capella a l'Escorial pel tribunal format pels mestres Inzenga, Jerónimo Pagés i Santiago Escribano. Un cop ja casat, el 26 d'aquell mateix mes s'instal·là al monestir. Al juny del 1885, per iniciativa d'Alfonso XII, l'ordre dels Agustinos es fa càrrec del Monestir, cessant-ho així del seu lloc que és succeït pel pare Matías Aróstegui que es fa càrrec d'una capella de vint músics entre veus i instruments. El mestre Benito obté al gener del 1886, a través del Real Patrimoni, la plaça d'organista segon de la Real Capella de Madrid, morint en 1888.
Al llarg de la seva vida va rebre diverses mencions i medalles com a professor honorari de la Escuela Nacional de Música y Declamación (1870), Creu de Cavaller de l'Ordre de Carles III (1871) i correspondent de la Real Academia de Bellas Artes de San Fernando (1879), que va dedicar a Francisco Asenjo Barbieri, amic seu.
La seva producció com a compositor abasta unes 220 obres, principalment de música religiosa, rebudes en general amb excel·lents critiques i reconeixements. A més, realitzà diversos tractats didàctics com ara Curso de armonía o Método de solfeo. Gran part de la seva obra es troba a arxius eclesiastics i fou editada en nombroses ocasions per editorials com Antonio Romero i Vidal y Roger.

## Obres (selecció)[4][5][6]
- Sub tuum praesidium
- Sueño de artista
- Ne recorderis
- Miserere, op. 36
- La niña y la rosa
- Coro y coplas a María Santísima para el mes de mayo Corramos fervorosos con flores a porfía
- Bendita sea tu pureza, op. 130
- El carnaval de las bellas
- La bella madrileña
- La mallorquina
- El regio enlace
- La música para los niños
- Vaivenes de Capellanes
- Los siete dolores de María Santísima
- Coro y coplas a Ntra. Sra. del Patrocinio
- Las siete palabras de Jesucristo
- Tota pulchra